# Poopy
Poopy, właśc. Josée Helihanta Ramahavalisoa (ur. 13 września 1966) – malgaska piosenkarka, autorka tekstów i kompozytorka. Uchodzi za ikonę romantycznych ballad na Madagaskarze.

## Życiorys
Wyrastała w rodzinie o tradycjach muzycznych. Swoją karierę rozpoczęła w 1983 r.  W wieku 17 lat dołączyła do grupy muzycznej Njila, przyczyniając się do sukcesu tego zespołu. W latach 80. XX w. wypromowali takie przeboje jak „Ilay Rivotra” i „Raha Nofy”. W 1991 r. Poopy wydała swój pierwszy album solowy pt. Andao Handihy. W 1994 r. wyszedł jej album międzynarodowy pt. Malagasy Rainbow. Do 2016 r. ukazało się łącznie szesnaście albumów piosenkarki.
Pierwszym sukcesem solowym Poppy był utwór „Gina Gina” z lat 90. XX w. Do jej przebojów należą też piosenki „Tahak’izay”, „Ny marina”, „Tena namana” i „Fitia voarara”.
W 1998 r. wyszła za mąż za muzyka Naivo. Naivo jest głównym kompozytorem i aranżerem jej utworów. Współpracowała również z Solofo Ranarivelo, autorem piosenek z albumu Andao Handihy (1991).

## Dyskografia
- 1991: Andao Handihy
- 1993: Fandresena
- 1994: Malagasy Rainbow
- 1998: Ny Tiako Rehetra
- 2000: Fitiavana
- 2001: Tena Namana
- 2002: Tahak’izay
- 2003: Album Spécial 20e anniversaire
- 2003: Mifameno
- 2004: Ho any Aminao
- 2005: 3 Best Of (1.Slows, 2.Rythm, 3.Evangéliques)
- 2006: Satria Tiako
- 2007: Tia Foana (wraz z Bodo)
- 2009: Spécial 25 em année de carrière
- 2010: Mamela ny Helokay
- 2016: Best Of Poopy
- 2019: Ho an’i Dada
- 2023: Endrika Fitiavana